# Scacco all'organizzazione
Scacco all'organizzazione (Kounterfeit) è un film del 1996 diretto da John Mallory Asher.

## Trama
Due ragazzi che passano la loro vita per strada assistono ad un omicidio. I due, non visti dall'assassino, decidono di appropriarsi di una valigetta contenente tre milioni di dollari falsi. I problemi arrivano quando i ragazzi cercano di sostituire i soldi falsi con quelli veri.

## Distribuzione
- Uscita in Giappone : 8 novembre 1997
- Uscita in Islanda : 4 febbraio 1998